# Las Vegas de Curirca
Las Vegas de Curirca es un caserío peruano ubicado en el distrito de Pacaipampa, perteneciente a la provincia de Ayabaca del departamento de Piura, al norte del Perú.

## Ubicación
Las Vegas de Curirca se ubica al sur de la provincia de Ayabaca, en el distrito de Pacaipampa, en el departamento de Piura.

## Demografía
En 2017 Las Vegas de Curirca tenía una población de 92 habitantes.